# Torpedo Nizjnij Novgorod

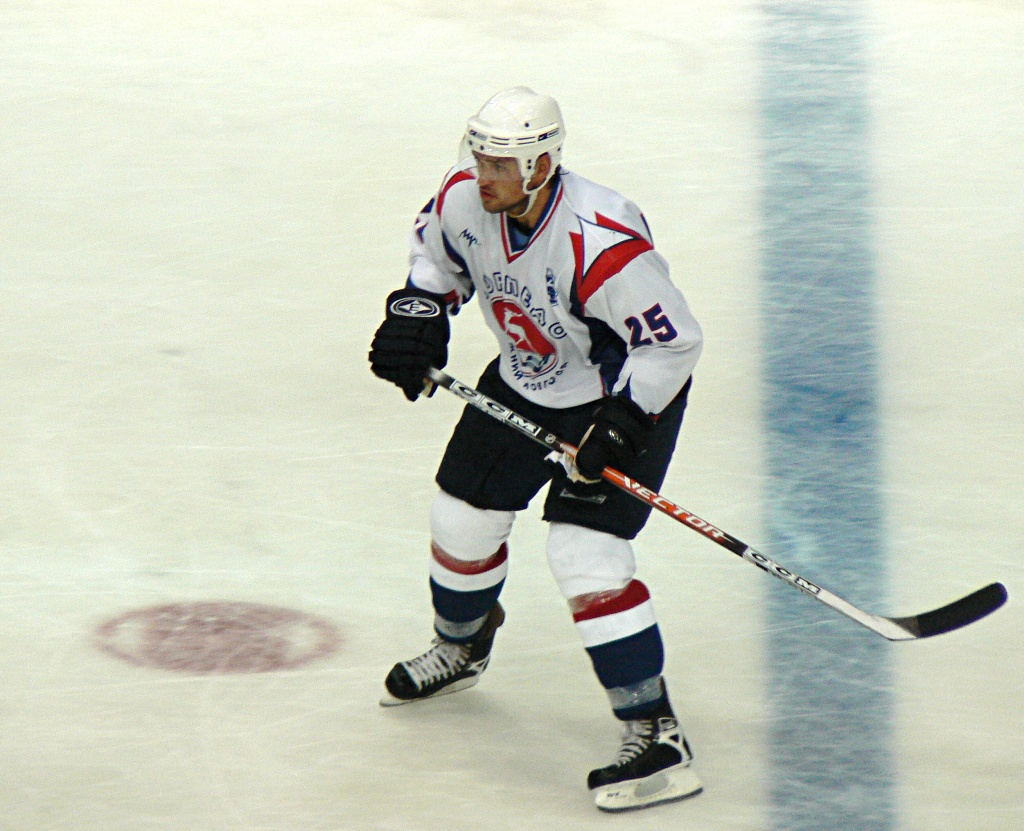
Juri Butsajev, som tidigare spelade för klubben.

Torpedo Nizjnij Novgorod, (ryska: Торпедо Нижний Новгород), är en ishockeyklubb bildad 1946; då som Torpedo Gorkij. Klubben spelar i Kontinental Hockey League.

## Meriter
Som bäst har klubben vunnit silver i det sovjetiska mästerskapet 1961.